# Styl architektoniczny

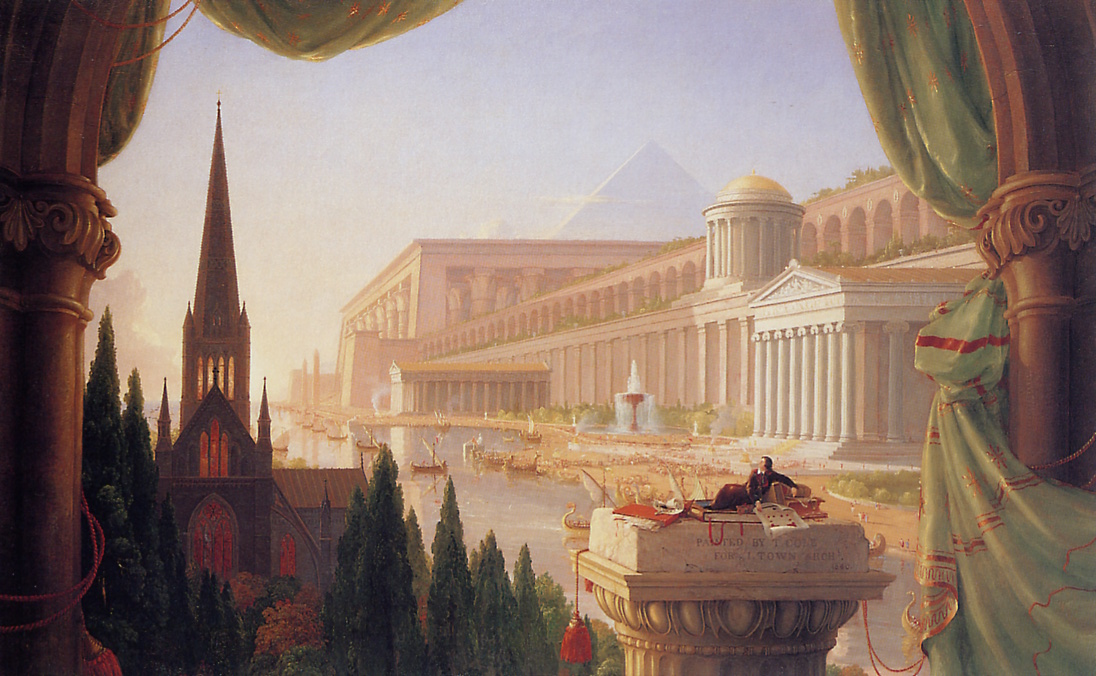
"Sen architekta" Thomasa Cole'a

Styl architektoniczny – posiadający zasięg regionalny lub międzynarodowy skategoryzowany zespół cech formalnych w architekturze charakterystycznych dla ukształtowania budowli powstałych w danym okresie rozwoju architektury i w danym kręgu kulturowym. Cechy stylów zależą od kanonów kultury i sztuki oraz od aktualnego poziomu techniki budowlanej.
Główne style w europejskim kręgu kulturowym:
- klasyczny w starożytnej Grecji – od IX wieku p.n.e.
- klasyczny w starożytnym Rzymie – od III wieku p.n.e. do V wieku n.e.
- bizantyjski – V–XVI wiek
- romański – XI–XIII wiek
- gotycki – XII–XVI wiek
- renesansowy – XV–XVII wiek
- barokowy – XVII–XVIII wiek
- klasycystyczny – koniec XVII – początek XIX wieku
- romantyczny, historyzm – początek XIX wieku – 1880
- secesyjny – koniec XIX – początek XX wieku
- ekspresjonistyczny – początek XX wieku – 1930
- modernistyczny –  1910–1980

Popularny podział zjawisk w historii architektury na epoki, w których panowały poszczególne style architektoniczne jest nieścisły i pełen uproszczeń. Takie ujęcie stylu architektonicznego powstało w XIX wieku, w epoce historyzmu, kiedy to korzystano z katalogu poszczególnych stylów dla nadania obiektom wyglądu zewnętrznego. Poszczególne style historyczne były zespołem cech występujących po sobie epok, nie zaś stylami w ścisłym sensie.
Pojęcie to jest niejednoznaczne, jako styl architektoniczny określa się również zamiennie osobisty styl architekta, szkoły architektonicznej lub typowy dla danej epoki architektonicznej język form. Również w stosunku do współczesnych zjawisk w architekturze określenie styl jest nieścisłe.